# Palau de Congressos de Catalunya
El Palau de Congressos de Catalunya és un centre de convencions situat a l'Avinguda Diagonal, 661-671 de Barcelona.

## Història i descripció
Va ser el primer palau de congressos d'iniciativa privada de Barcelona, promogut per Barcelona Project's, empresa del grup saudita Radi Al Shuaibi, propietari de l'adjacent hotel Juan Carlos I. Projectat pels arquitectes Carles Ferrater i Josep Maria Cartañà, va obrir les portes el mes d'abril de l'any 2000, i la inauguració oficial es realitzà el 19 de juny, amb l'assistència del rei Joan Carles I, la reina Sofia, el president Jordi Pujol, la ministra de Ciencia i Tecnología, Anna Birulés, i l'alcalde Joan Clos.
L'edifici pot acollir fins a 8.000 persones simultàniament i va costar uns 7.000 milions de pessetes. Té més de 30.000 m² repartits entre 5 pisos, amb un auditori amb capacitat per a 2.200 persones en dues plantes, una sala central de 2.050 m² pensada per exhibicions i que també pot acollir banquets de fins a 3.000 comensals, i un aparcament per a 240 vehicles. L'auditori també pot funcionar com a teatre i sala de cinema. Les butaques tenen àudio, llum, micròfon i connexió per ordinador. Al vestíbul s'hi projectà la instal·lació de l'escultura La font d'Andreu Alfaro.
El 2006 va rebre el premi al Millor Centre de Convencions d'Europa dels Meetings & Incentive Travel Industry Awards, atorgats per la Indústria Britànica de Congressos i Convencions.